# 갈마비행장
갈마비행장(葛麻飛行場, 영어: Kalma Airport, IATA: WOS, ICAO: ZKWS)은 조선민주주의인민공화국 강원도 원산시에 있는 공항으로, 원산비행장(元山飛行場)이라고도 한다. 원산시의 도심에서 동쪽으로 약 4 km 떨어져 있는 갈마반도에 있다.

## 역사
이 공항은 본래 길이 2400 m의 활주로 1개가 있는 군 전용 비행장이었다.
민항으로 쓰기 위하여 2014년 초부터 공사를 시작해 2015년 9월에 여객터미널을 완공하고 기존 활주로(15R/33L)를 3125 m로 연장하였고, 9월 24일에 첫 상업 운항을 하였다. 길이 3500 m의 동쪽 활주로(15L/33R)는 기존 활주로에서 210 m를 이격해 2014년 초부터 2018년 말까지 건설하였다.
2018년 1월 31일에 아시아나항공이 양양 - 원산 임시 전세기를 운항했다.

## 운항 노선

### 국내선
| 항공사   | 목적지         |
| -------- | -------------- |
| 고려항공 | 부정기편: 평양 |

## 같이 보기
- 원산시
- 마식령 스키장
- 금강산
- 평양국제비행장